# 灰色弓鱼
灰色弓鱼（学名：Racoma griseus）为鲤科弓鱼属的鱼类，俗名面鱼、细鳞鱼，是中国的特有物种。分布于金沙江、南盘江、澜沧江中上游、龙川江、大盈江、乌江等，主要生活于河流浅水或石崖岩洞附近。该物种的模式产地在贵州威宁县。

## 扩展阅读
維基物種上的相關：灰色弓鱼